# Emina Ekić
Emina Ekić, slovenski fotomodel, * 18. april 1995, Ptuj.
Zmagala je na tekmovanju Miss Universe Slovenije 2017.  Njena starša sta ločena. Pri 16. letih se je iz Ptuja preselila k očetu v Avstralijo, kjer je naredila srednjo turistično šolo. Njena sestra Indira Ekić je leta 2017 nastopala v resničnostnem šovu Biggest Loser Slovenija.

## Zasebno
Visoka je 180 centimetrov. Z zaročencem ima enega otroka.